# Gumpert Apollo Arrow
El Apollo Arrow es un concepto de automóvil superdeportivo producido por el fabricante Apollo Automobil, el sucesor directo del Gumpert Sportwagenmanufaktur, que fue presentado por primera vez al público en el Salón del Automóvil de Ginebra de 2016. Con los fabricantes de automóviles Arrow, Gumpert vuelve después de tres años de ausencia con un nuevo nombre, pero sin la participación directa de su fundador Roland Gumpert.

## Especificaciones
Está equipado con un motor V8 biturbo de origen Audi de 3993 cm³ (4 L; 243,7 plg³), que entrega 1000 CV (986 HP; 736 kW) y un par máximo de 1000 N·m (738 lb·pie). Cuenta con una transmisión manual secuencial de siete velocidades proveída por CIMA, que le permite acelerar de 0 a 100 km/h (62 mph) en 2.9 segundos, de 0 a 200 km/h (124 mph) en 8.8 segundos y alcanza una velocidad máxima de 360 km/h (224 mph). Es un coche pequeño fabricado de fibra de carbono con un peso ligero de 1300 kg (2866 libras).
La capacidad del tanque de combustible es de 75 litros (19,8 galAm) y sus emisiones de CO2 de manera combinada, cumplen con la Normativa europea sobre emisiones Euro 5.

## Diseño

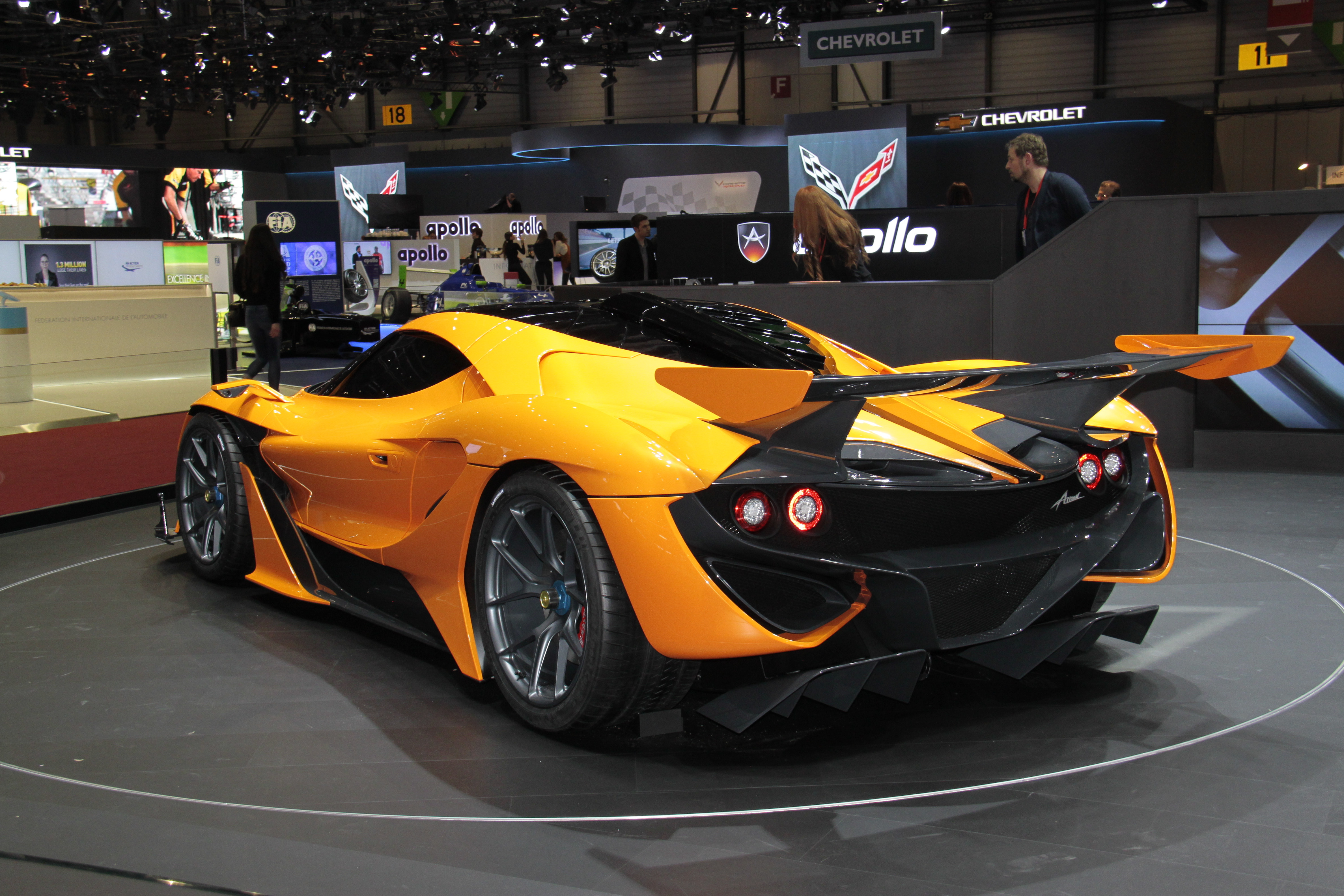
Vista trasera

Cuenta con un diseño mucho más agraciado que el Gumpert Apollo y basado en el chasis del SCG003S desarrollado en conjunto con Scuderia Cameron Glickenhaus, que incluso la misma marca lo describe como algo más suave, con una estética bastante agresiva, ancha, deportiva y, definitivamente, con mucha presencia.
Las llantas encargadas de poner toda la potencia en el suelo son Michelin Pilot Sport Cup 2 semislicks, que envuelven rines de monobloque de 20 pulgadas (50,8 cm) al frente y de 21 pulgadas (53,3 cm) en la parte trasera.
Usa frenos AP Racing con pinzas (calipers) de seis pistones. La suspensión puede ser ajustada manualmente entre 40 a 120 mm (1,6 a 4,7 pulgadas) de altura, además de que hay un sistema que levanta el coche 40 mm (1,6 pulgadas) en ambos ejes para poder conducir más cómodamente en la ciudad.
Es un coche totalmente legal para su uso en la calle, aunque al mismo tiempo cumple con todos los estándares impuestos por la Federación Internacional del Automóvil (FIA).